# Georg Gustafsson (lantmätare)
Carl Gunnar Georg Gustafsson, född 13 juli 1825 i Västra Broby socken, död 27 december 1879 i Malmö, var en svensk lantmätare.
Gustafsson, som var son till andre lantmätaren Olof Gustafsson (död 1873) och Charlotta Gustava Löfberg (död 1857), blev student vid Lunds universitet 1842. Han inträdde därefter i Fortifikationen och tjänstgjorde under en tid vid Karlsborgs fästning, men ändrade därefter bana och valde faderns yrke. Han blev vice kommissionslantmätare i Malmöhus län 1850, blev snart därefter kommissionslantmätare och erhöll förordnande att förestå förste lantmätartjänsten, till vars ordinarie innehavare han utnämndes 1861. 
Gustafsson var tillika stadsingenjör och skeppsmätare i Malmö stad från 1862. Han upprättade planen för stadsdelen Rörsjöstaden i Malmö, vilken är inspirerad av den parisiske stadsplaneraren Georges-Eugène Haussmann, men utförde även stadsplaner för Helsingborgs stad. Vid fullmäktiges i civilstatens pensionsinrättning extra sammanträde 1865 var Gustafsson fullmäktig för civila tjänstemän i Malmöhus län.